# Lluita als Jocs Olímpics d'estiu de 1976
Als Jocs Olímpics d'Estiu de 1976 celebrats a la ciutat de Mont-real (Canadà) es disputaren 20 proves de lluita, totes elles en categoria masculina. Es realitzaren deu proves en lluita lliure i vuit proves més en lluita grecoromana entre els dies 20 i 31 de juliol de 1976 a l'Aréna Maurice-Richard i al Centre Pierre Charbonneau de la ciutat canadenca.

## Comitès participants
Hi participaren un total de 331 lluitadors de 41 comitès nacionals diferents:
| - Argentina (3) - Austràlia (3) - Àustria (2) - Bèlgica (2) - Bulgària (20) - Canadà (15) - Corea del Nord (3) - Corea del Sud (11) - Cuba (9) - Equador (1) - Estats Units (20) |  | - Finlàndia (7) - França (5) - Grècia (4) - Hongria (18) - Illes Verges (4) - Iran (17) - Israel (1) - Itàlia (8) - Iugoslàvia (6) - Japó (20) |  | - Líban (1) - Marroc (4) - Mèxic (2) - Mongòlia (13) - Nova Zelanda (2) - Noruega (2) - Pakistan (2) - Panamà (1) - Polònia (14) - Portugal (3) |  | - Puerto Rico (5) - Regne Unit (7) - RDA (12) - RFA (15) - Romania (19) - Senegal (5) - Suècia (8) - Turquia (11) - Txecoslovàquia (5) - Unió Soviètica (20) |

## Resum de medalles

### Lluita grecoromana
| Prova    | Or                   | Argent               | Bronze               |
| – 48 kg  | Alexei Shumakov      | Gheorghe Berceanu    | Stefan Angelov       |
| – 52 kg  | Vitali Konstantinov  | Nicu Gingă           | Koichiro Hirayama    |
| – 57 kg  | Pertti Ukkola        | Ivan Frgić           | Farhat Mustafin      |
| – 62 kg  | Kazimierz Lipień     | Nelson Davidyan      | László Réczi         |
| – 68 kg  | Suren Nalbandyan     | Ştefan Rusu          | Heinz-Helmut Wehling |
| – 74 kg  | Anatoly Bykov        | Vítězslav Mácha      | Karl-Heinz Helbing   |
| – 82 kg  | Momir Petković       | Vladimir Cheboksarov | Ivan Kolev           |
| – 90 kg  | Valeri Rezantsev     | Stoyan Ivanov        | Czesław Kwieciński   |
| – 100 kg | Nikolai Balboshin    | Kamen Goranov        | Andrzej Skrzydlewski |
| + 100 kg | Alexander Kolchinsky | Aleksandăr Tomov     | Roman Codreanu       |

### Lluita lliure
| Prova    | Or                | Argent               | Bronze            |
| – 48 kg  | Khasan Isaev      | Roman Dmitriyev      | Akira Kudo        |
| – 52 kg  | Yuji Takada       | Aleksandr Ivanov     | Jeon Hae-Sup      |
| – 57 kg  | Vladimir Yumin    | Hans-Dieter Brüchert | Masao Arai        |
| – 62 kg  | Yang Jung-Mo      | Zevegiin Oidov       | Gene Davis        |
| – 68 kg  | Pavel Pinigin     | Lloyd Keaser         | Yasaburo Sugawara |
| – 74 kg  | Jiichiro Date     | Mansour Barzegar     | Stanley Dziedzic  |
| – 82 kg  | John Peterson     | Viktor Novozhilov    | Adolf Seger       |
| – 90 kg  | Levan Tediashvili | Ben Peterson         | Stelică Morcov    |
| – 100 kg | Ivan Yarygin      | Russell Hellickson   | Dimo Kostov       |
| + 100 kg | Soslan Andiyev    | József Balla         | Ladislau Şimon    |

## Medaller
| Posició | País           | Or | Argent | Bronze | Total |
| 1       | Unió Soviètica | 12 | 5      | 1      | 18    |
| 2       | Japó           | 2  | 0      | 4      | 6     |
| 3       | Bulgària       | 1  | 3      | 3      | 7     |
| 4       | Estats Units   | 1  | 3      | 2      | 6     |
| 5       | Iugoslàvia     | 1  | 1      | 0      | 2     |
| 6       | Polònia        | 1  | 0      | 2      | 3     |
| 7       | Corea del Sud  | 1  | 0      | 1      | 2     |
| 8       | Finlàndia      | 1  | 0      | 0      | 1     |
| 9       | Romania        | 0  | 3      | 3      | 6     |
| 10      | Hongria        | 0  | 1      | 1      | 2     |
| 10      | RDA            | 0  | 1      | 1      | 2     |
| 12      | Txecoslovàquia | 0  | 1      | 0      | 1     |
| 12      | Iran           | 0  | 1      | 0      | 1     |
| 12      | Mongòlia       | 0  | 1      | 0      | 1     |
| 15      | RFA            | 0  | 0      | 2      | 2     |